# Tres en la deriva del acto creativo
Pour plus de détails, voir Fiche technique et Distribution.
Tres en la deriva del acto creativo (littéralement « trois dans la dérive de l'acte créatif ») est un film argentin posthume réalisé par Fernando Solanas et sorti en 2022. 

## Synopsis
Le processus créatif exposé au fil d'une conversation entre le peintre Luis Felipe Noé, Yuyo, le dramaturge et comédien Eduardo Tato Pavlovsky et le cinéaste Fernando Pino Solanas, personnalités marquantes de la culture latino-américaine.

## Fiche technique
- Titre : Tres en la deriva del acto creativo
- Réalisation : Fernando Solanas
- Scénario : Fernando Solanas
- Photographie : Nicolás Sulcic, Fernando Ezequiel Solanas, Gaspar Noé et Juan Solanas
- Montage : Luca Zampini, Nicolás Sulcic, Fernando Ezequiel Solanas
- Production : Cinesur SA
- Pays de production :  Argentine
- Durée : 96 minutes
- Date de sortie : France - mai 2022 (Festival de Cannes)

## Distribution
- Luis Felipe Noé
- Eduardo Pavlovsky
- Fernando E. Solanas

## Sélections
- Festival de Cannes 2022 (sélection « Cannes Classics »)[1]